# ARL V 39式突擊炮
ARL V 39，亦被稱作ARL 1940 V939 40，是一款僅僅停留在原型車階段的突擊炮。該車是二戰前爲滿足法軍對一款新式突擊炮的需求而研發的。1939年10月15日，法軍曾訂購了一批ARL V 39。按計劃，這些ARL V 39將會被分配到8個步兵營中（每個營兩個由3輛ARL V 39組成的小隊）。截至1940年，ARL V 39僅有兩輛原型車完工。法國投降後，量產的計劃被取消，原型車則被轉移到了摩洛哥，該車的研發工作也就就此終止。

## 歷史
ARL V 39的開發開始於1935年中期。其研發目的是滿足法軍對一款新式的突擊炮的需求。索瑪和ARL分別用索瑪S-35中型坦克和ARL 40的底盤推出了各自的設計。ARL推出的設計即爲ARL V 39（索瑪的設計名爲SAu 40，沒能夠量產）。這款突擊炮使用了一些B1重型坦克上的部件。
ARL V 39是ARL 40工程中第一款研發成功並且達標的設計，第一輛ARL V 39由軟鋼製成，它於1938年6月完工。軍方在1939年3月23日至25日對其進行了測試。最終，原型車通過了測試。1939年10月15日，法軍訂購了72輛ARL V 39。其中有24輛爲無武裝的指揮型。
1940年5月，法軍將ARL V 39的訂單數增加到了108輛。因爲應用了很多先進裝備，所以這種突擊炮造價不菲。但是，在大規模生產開始前，1940年7月，法國就投降了。法國工程師們炸毀了ARL V 39的生產車間，原型車則被轉移到了摩洛哥，研發也隨之停止。有人認爲德國人俘獲了少量ARL V 39的原型車，並將那上面的火控系統帶回了德國研究。
關於ARL V 39的裝備情況有多種說法。一種觀點認爲，ARL V 39只有一輛原型車曾經在1940年6月有過戰鬥記錄。也有來源指出，在法國戰役開始時，有少數幾個法國的重裝甲部隊裝備了ARL V 39。
1940年6月，ARL V 39原型車上的火炮被拆了下來，並被裝到了索瑪SAu 40的原型車上。

## 設計與性能
ARL V 39上安裝了一門75毫米火炮。這款火炮是1929年式堡壘炮的衍生型。而後者又是一款1897年的野砲的改進型。通過這門火炮發射的mle 1915型穿甲彈（AP）初速度可達570米/秒，並能在1000距離上擊穿50毫米的裝甲。通過這門火炮發射的mle 1915型高爆彈（HE）初速度則爲400米/秒。該車能夠攜帶200發主炮的彈藥，主炮的射界爲左6度，右6度，最大俯角爲10度，最大仰角則爲30度。ARL V 39上應用了很多在當時很先進的技術：半自動炮閂、自動裝彈機、英國的Mk.IIA比長儀、能夠提高火炮射擊精度的立體測距儀。主炮的砲管可以縮進車體（這樣做可以減少行駛時車輛的全長，使得駕駛更加方便）。

## 外部連結
- ARL V 39的圖片（页面存档备份，存于）